# Alfonso Carrillo de Acuña (señor)
Alfonso Carrillo de Acuña ( c. 1435-c. 1510), noble castellano, perteneciente a la Casa de Carrillo, era hijo de Gómez Carrillo de Acuña y bisnieto materno del rey Pedro I de Castilla.

## Familia
Alonso Carrillo de Acuña fue hijo primogénito de Gómez Carrillo de Acuña, camarero mayor del rey Juan II de Castilla, miembro del Consejo Real y repostero del príncipe Enrique, y de María de Castilla, hija de Diego de Castilla, nieta del rey Pedro I y camarera mayor de la reina María de Aragón, quien, como dote por su matrimonio en 1434, le hizo merced Mandayona, señorío heredado posteriormente por Alonso. Era nieto de Lope Vázquez de Acuña y sobrino de Alfonso Carrillo de Acuña, arzobispo de Toledo y canciller mayor de Castilla en tiempos de los Reyes Católicos.

## Vida
En 1469 negoció con el futuro cardenal Pedro González de Mendoza el trueque del señorío de Mandayona, de Jadraque con el Castillo del Cid y de gran parte de sus bienes a cambio de la villa de Maqueda y la adquisición de los derechos sobre la alcaldía mayor de la ciudad de Toledo. El señorío de una villa más cercana a la Ciudad Imperial le permitió afianzar su posición como miembro de la oligarquía toledana, cuyos réditos se contemplan en el acceso en 1473 a una de las regidurías.
En 1482, vendió la villa de Mandayona junto con su fortaleza, un molino y varios lugares a Brianda de Castro, esposa de Íñigo de la Cerda. Posteriormente, vendió en 1483 a Gutierre de Cárdenas, comendador mayor de León, la jurisdicción sobre la villa de Maqueda por dieciséis millones de maravedíes. Estos los prestaría a los Reyes Católicos con motivo de la guerra de Granada, tras la firma de unos capítulos por los que los monarcas se comprometían a la concesión del señorío sobre mil vasallos y seiscientos mil maravedíes de renta. Establecidas en inicio dichas rentas sobre la tierra y arzobispado de Sevilla, su incumplimiento llevó a la entrega compensatoria del señorío sobre las villas de Caracena e Inés en 1489.
No obstante, la pobreza de sus nuevos señoríos le movió a incrementar la presión fiscal, lo que fue el origen de pleitos varios con sus vasallos. En este sentido prohibió la saca o venta de pan fuera del alfoz de la tierra de Caracena si no era con una licencia que él debía conceder y por la cual debían pagar los vecinos. Hacia 1498, los campesinos enviaron a los Reyes Católicos un memorial donde detallaban todos los agravios. En 1499 la Real Chancillería de Valladolid dictó sentencia en su contra, aunque el castigo fue moderado.
En 1508, finalmente, fue desposeído del señorío de las villas de Caracena e Inés en favor de su primogénito Gómez Carrillo, con quien ya había mantenido pleito por la disputa del mayorazgo sobre el señorío de Pinto que su esposa Leonor de Toledo, en su testamento otorgado en Toledo el 10 de noviembre de 1487, el año en que falleció, había fundado a favor de su hijo Gómez con la condición y obligación de entregar 50 000 maravedís anuales a su hermano menor, Pedro Suárez de Toledo, importe que se incrementaría a 150 000 si Gómez también heredara los bienes de su padre.

Triste destino el de Alonso Carrrillo que al final de su vida se veía despojado de todo su patrimonio. Fue señor de Jadraque, Mandayona y de otros lugares alcarreños, de Maqueda, que obtuvo por cambio, de Caracena e Inés por donación de los Reyes Católicos, y de Pinto por su matrimonio. En 1509, en el ocaso de su larga existencia, nada le quedaba. Los trueques, las ventas, y sobre todo, sus abusos y brutalidad fueron las causas de su ruina.

No se conoce la fecha de su defunción. La última vez que aparece en la documentación fue en 1509 y probablemente falleció poco después.

## Matrimonio y descendencia
Alonso Carrillo de Acuña se unió en matrimonio en 1456 con Leonor de Toledo, V señora de Pinto,  hija del regidor Pedro Suárez de Toledo, IV señor de Pinto, y de su cónyuge Juana de Guzmán, nieta paterna de Fernán Álvarez de Toledo el Viejo, I señor de Higares, hijo de Fernán Álvarez de Toledo y de su mujer Teresa de Ayala,  II señora de Pinto, y nieta materna de Pedro Suárez de Toledo y de su esposa Leonor de Guzmán. Leonor aportó como dote tres millones de maravedíes y aunque fuera hermana del alguacil mayor García Álvarez de Toledo, ella fue la heredera del padre quien con su esposa eran miembros de la oligarquía toledana.
El matrimonio fueron padres de cuatro hijos:
- Gómez Carrillo de Acuña y Toledo (n. 1457) fue señor de Caracena, de Ines y de Pinto.[15] Se casó en tres ocasiones: la primera vez con Aldonza Manrique, de la casa de los condes de Osorno; la segunda con Beatriz Sarmiento, hija de los condes de Salinas; y la tercera vez con María de Ayala, hija de Fadrique de Zúñiga y Sotomayor y de María de Ayala, hermana del III conde de Fuensalida.[16]
- Pedro Suárez de Castilla,[17] fue veinticuatro de Sevilla. Casado con Leonor Álvarez de Bobadilla, hija de Juan de Bobadilla, regidor de Medina del Campo, y de Leonor Álvarez de Vadillo. Fueron los padres de María de Castilla, casada con Guillén Peraza de Ayala, I conde de La Gomera.[18]
- Antonia Carrillo, monja en el monasterio franciscano de Santa Isabel de los Reyes en Toledo.[15]
- Teresa Carrillo de Castilla, casada con Álvaro de Mendoza y Luna, III señor de La Torre de Esteban Hambrán desde 1502, hijo de Íñigo López de Mendoza, II duque del Infantado,[16] y de su esposa María de Luna y Pimentel. Recibió 2,5 millones de maravedís como dote para su matrimonio.[15]